# Tụ điện Li ion

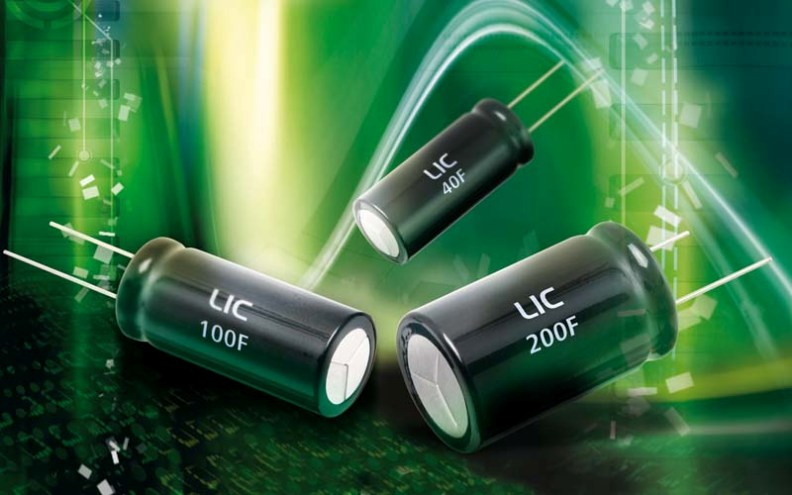
Tụ Li ion 200 F cho mạch in

Tụ điện Li ion hay LIC hay Lithium-ion capacitor là một loại tụ điện lai thuộc họ các tụ hoá lớp siêu tụ điện.
Tụ có cathode làm bằng carbon hoạt tính, còn anode làm bằng carbon đã pha Li ion, nhờ đó giảm điện thế anode và cho ra điện áp làm việc cao hơn.

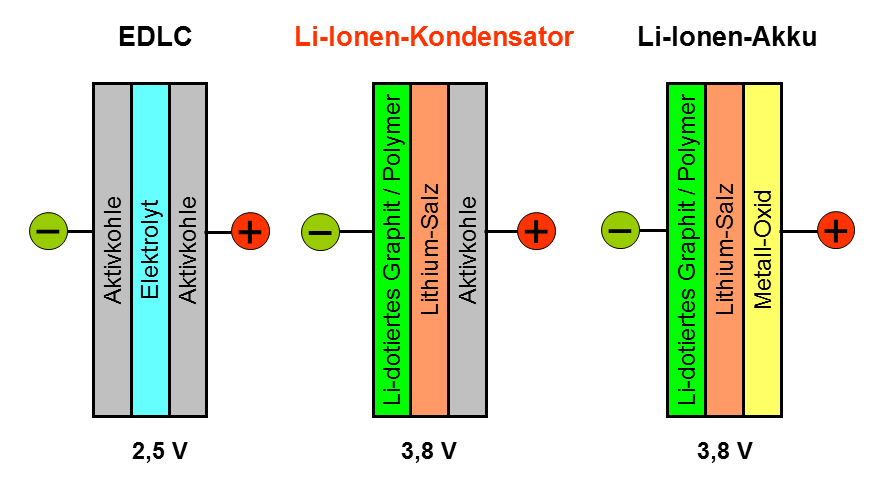
Phân biệt kết cấu tụ lớp kép EDLC, tụ LIC và pin Li ion

## Nguyên lý hoạt động
Dung lượng điện của tụ được tạo từ kết nối nối tiếp ở cathode, như ở tụ điện lớp kép thông thường, với điện dung tĩnh ở anode có dạng giả pin Li ion. Các doping của anode nâng điện áp lên khoảng 3,8 V. Vì năng lượng được lưu trữ trong tụ điện tăng theo bình phương của điện áp, dung lượng lưu trữ của tụ điện Li ion cao hơn so với các tụ điện lớp kép thông thường, vốn có mức 2,5 V.
Mật độ năng lượng rất cao, khả năng phóng nạp nhanh chóng, tuổi thọ tốt là lợi thế đáng kể so với pin Li ion.
Về kích thước thì tụ điện Li ion lớn hơn pin sạc Li ion cùng mức trữ năng cỡ 10 lần.

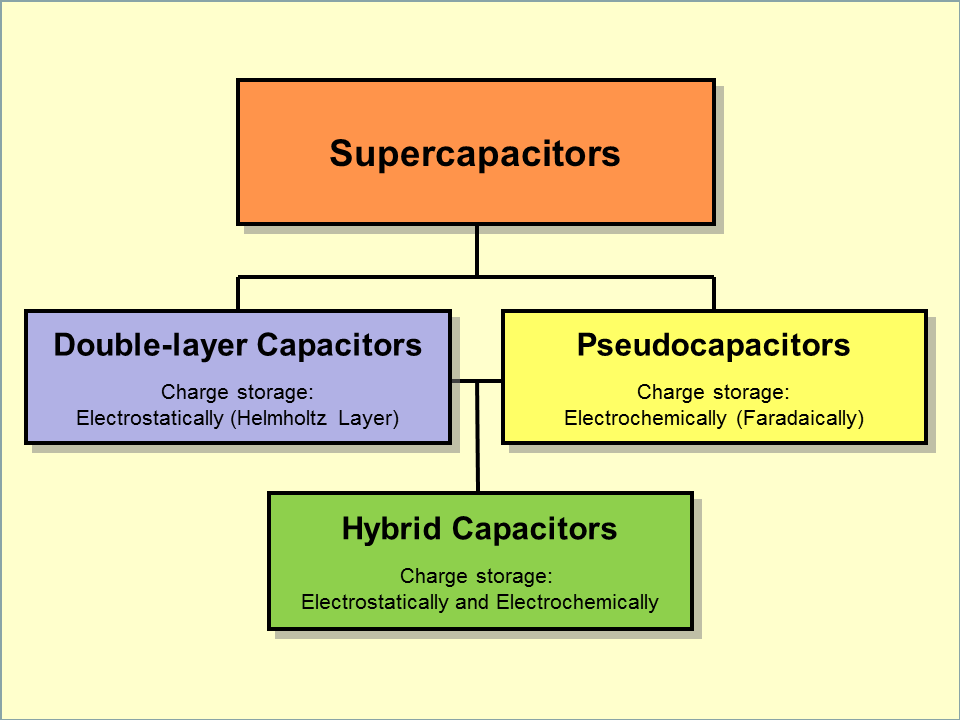
Phân loại các siêu tụ điện và các loại liên quan

## Các đặc trưng hoạt động
- Dung lượng của phần tử cao
- Mật độ năng lượng cao, 14 Wh/kg
- Mật độ công suất cao
- Độ tin cậy cao
- Nhiệt độ hoạt động từ -20 đến 70 ⁰C.
- Tự xả thấp, giảm điện áp <5% ở 25⁰C sau hơn ba tháng.

## Ứng dụng
Khả năng nạp phóng nhanh, mật độ năng lượng cao và mức tự xả thấp hứa hẹn nhiều ứng dụng của tụ điện LIC.
Các tụ cỡ lớn, dung lượng vài chục ngàn Fara được sử dụng để điều hòa những nguồn điện hoặc thiết bị tiêu thụ điện năng có mức không ổn định cao:
- Cung cấp năng lượng đỉnh đột xuất cho ô tô điện, tàu điện, tàu hoả nhanh, cần cẩu,...;
- Khai thác lại năng lượng hãm phanh (thắng) trong các phương tiện kể trên;
- Tiếp nhận năng lượng gió, năng lượng từ pin mặt trời trước khi chuyển điện năng vào lưới điện tiêu chuẩn.

Trong kỹ thuật điện tử tụ Li ion dùng cho:
- Tụ cỡ nhỏ dùng trong thiết bị điện tử số làm nguồn nuôi cho lưu giữ thông tin trong SRAM.
- Tụ lớn hơn làm nguồn năng lượng cho UPS.